# Картахена, Вильдер
Вильдер Хосе Картахена Мендоса (исп. Wilder José Cartagena Mendoza; род. 23 сентября 1994, Чинча-Альта, Ика) — перуанский футболист, опорный полузащитник клуба «Орландо Сити» и сборной Перу.

## Клубная карьера
В январе 2012 года получил вызов в первую команду «Альянса Лима». 18 февраля дебютировал в перуанской Примере в матче против «Леон де Уануко» (2:2). Вскоре вновь был использован в качестве стартового игрока в матче 27 тура против клуба «Хуан Аурич». 21 января 2014 года официально был представлен в качестве игрока португальской «Витории», но не сыграл ни одного официального матча. В 2015 году вернулся в Перу, где стал игроком клуба «Универсидад Сан-Мартин», в котором закрепился как основной игрок.
2 августа 2022 года был взят в аренду клубом MLS «Орландо Сити» до конца сезона 2022 с опцией продления на сезон 2023. В высшей лиге США дебютировал 13 августа в матче против «Нью-Йорк Ред Буллз», выйдя на замену в компенсированное время второго тайма. По окончании сезона 2022 «Орландо Сити» задействовал опцию продления аренды Картахены. 29 июля 2023 года в матче Кубка лиг против мексиканской «Сантос Лагуны» он забил свой первый гол за «Орландо Сити». 14 декабря 2023 года Картахена подписал постоянный контракт с «Орландо Сити» до конца сезона 2025.

## Международная карьера
Дебют за национальную сборную Перу состоялся 5 сентября 2017 года в отборочном матче на чемпионат мира 2018 против сборной Эквадора (2:1).
Был включён в состав сборной на Кубок Америки 2021.

## Достижения
Командные
 «Орландо Сити»
- Обладатель Открытого кубка США: 2022